# Symposion

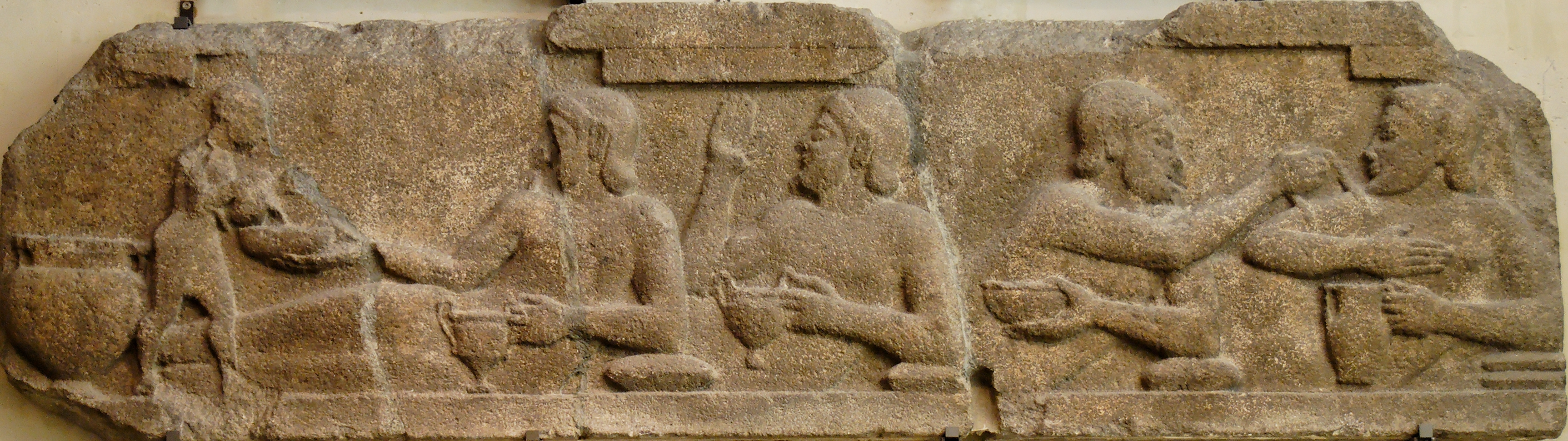
Griechisches Symposion, Fries des Athena-Tempels von Assos, 3. Viertel 6. Jh. v. Chr.

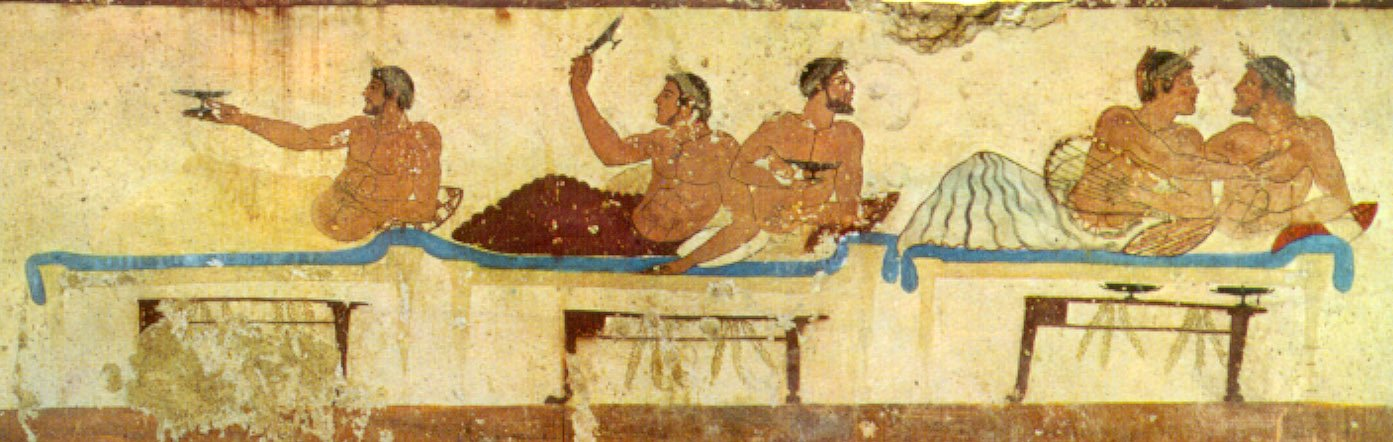
Griechisches Symposion, Fresko aus Paestum, um 475 v. Chr.

Der altgriechische Ausdruck Symposion (altgriechisch συμπόσιον sympósĭon; spätlateinisch symposium, im antiken Rom auch Comissatio) steht sinngemäß für „gemeinsames, geselliges Trinken“.
Aus der Bedeutung für gesellige Treffen hat sich später der Begriff Symposium (Plural Symposien) für wissenschaftliche Konferenzen entwickelt.

## Überblick
Bei solchen antiken Geselligkeiten versammelten sich die Gäste nach dem Essen um den Hausaltar. Nun wurde das Symposion mit kultischen  Reinheitshandlungen wie Händewaschen und Besprengen mit wohlriechenden Essenzen eingeleitet. Sodann bekränzte man sich und die Weingefäße mit Efeu, Myrten, Blumen, auch weiße und rote Wollbinden wurden verwendet. Man bekundete so die Zugehörigkeit zum Kreis der Dionysosdiener.
Der erste Schluck Wein aus einer die Runde machenden Schale wurde zu Ehren des guten Geistes, des Daimon getrunken. Als Zeichen der Gottverbundenheit spendete man den Göttern Wein, den man aus dem Becher herausschleuderte. Dazu sang man unter Flötenbegleitung ein altes, dem Apollon gewidmetes Kultlied.
Anschließend wurden nur für das Symposion bestimmte Lieder, die sogenannten Skolien, gesungen. Während Xenophons Gastmahl auch von artistischen Darbietungen berichtet, scheint man sich überwiegend der geistigen Unterhaltung gewidmet zu haben: Man improvisierte Reden zu einem bestimmten Thema – wie bei Platon –, löste Rätsel, die man sich gegenseitig aufgab, oder entschied sich für das beliebte Spiel, treffende Vergleiche zu finden.
Oft wurde einer der Anwesenden für den Abend zum Symposiarchen gewählt. Er legte die Einzelheiten des Trinkens und der Themen fest und sorgte so für die angemessene Ordnung. Von einem ehrenvollen Mann erwartete man, dass er über dem Trinken nicht seine Tugendhaftigkeit vergäße und danach auch ohne Begleitung nach Hause fände.

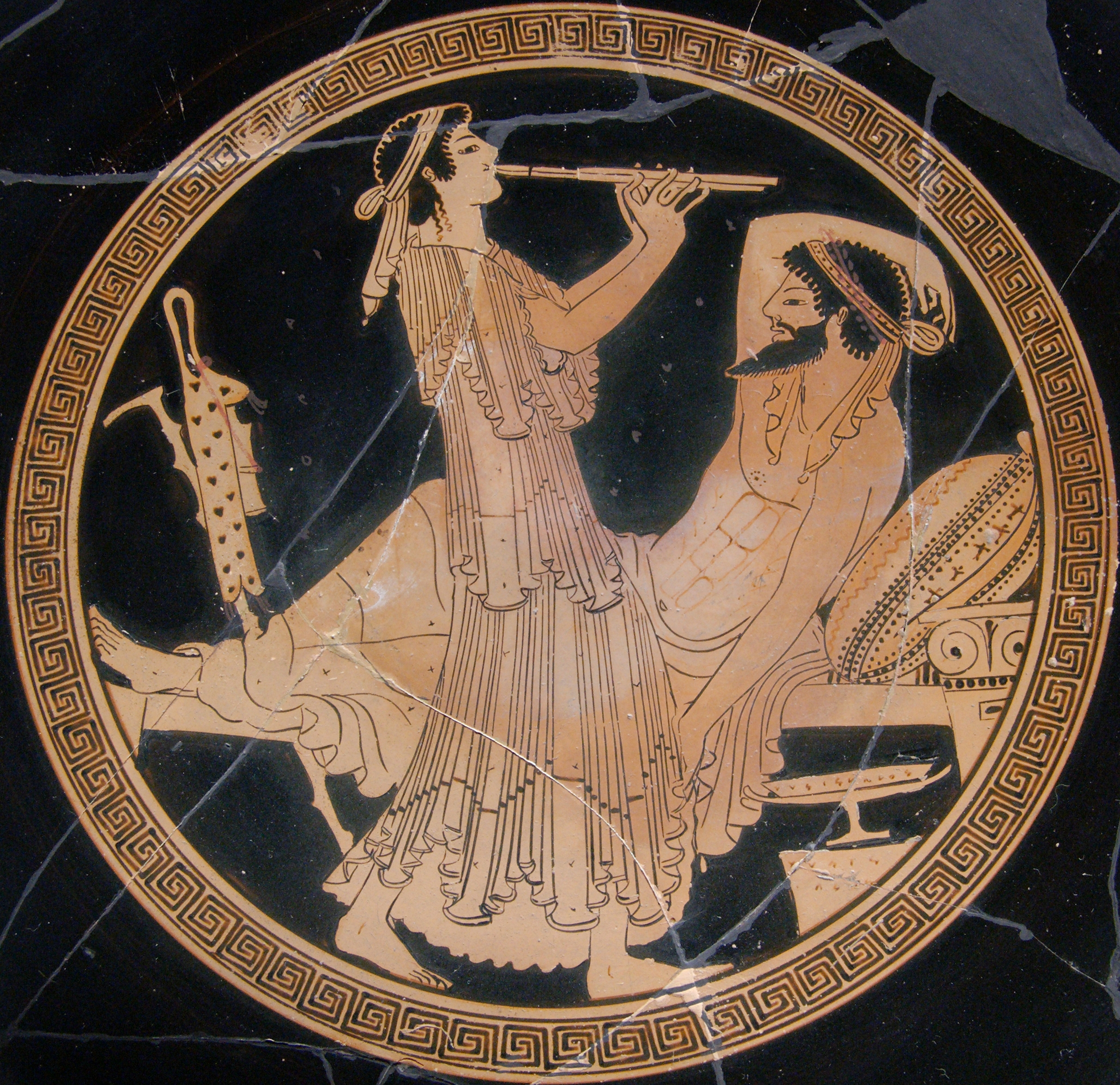
Zecher beim Symposion mit einer Auletin, Innenbild einer rotfigurigen Trinkschale, Paris, Louvre G 135

Die einzigen schriftlichen Vorschriften für Symposienfeiern sind uns von Platon in seinen Nomoi erhalten, von größter Bedeutung ist auch sein Werk Symposion. Ein Gedicht gleichen Namens des Xenophanes von Kolophon bezeugt die Feier des Symposion schon im 6. Jahrhundert v. Chr. Symposien in der hier beschriebenen Form wurden bis zum Ende der Antike abgehalten. Als weitere Quellen können die Vasenmalereien angesehen werden, bei denen es auch Darstellungen gibt, die auf erotische und sexuelle Handlungen schließen lassen. Der Althistoriker Wolfgang Schuller bemerkt dazu: „Man kann im zweiten Teil der Symposionsfeste, dem Komos, Flötenspielerinnen sehen, die bereits halb entkleidet und in zärtliche Beziehungen zu den Männern eingetreten sind, es gibt turbulente Szenen mehrerer unbekleideter Männer und Frauen bei spielerischen Verfolgungsjagden, bei denen die Männer unübersehbar erotisch erregt sind; es gibt Gemeinschaftsszenen, bei denen die Verfolgungen dadurch ihr Ende gefunden haben, daß die einzelnen Paare miteinander im Liebesakt verbunden sind.“
Die Bedeutung des heute verwendeten Ausdrucks Symposion bzw. Symposium entspricht dem ursprünglichen Sinn nur entfernt.
Der Anwendungsbereich des Ausdrucks ist vielfältig geworden, so gibt es auch thematische Konzeptionen der „Zusammenkunft“ in kulturellen und wirtschaftlichen Bereichen. Das Wort Wirtschaftssymposium hat sich daraus weiterentwickelt.